# Liste du patrimoine culturel immatériel de l'humanité en Grèce
Cet article recense les pratiques inscrites au patrimoine culturel immatériel en Grèce.

## Statistiques
La Grèce a ratifié la convention pour la sauvegarde du patrimoine culturel immatériel le 3 janvier 2007. La première pratique protégée est inscrite en 2013.
En 2024, la Grèce compte 11 éléments inscrits au patrimoine culturel immatériel, 10 sur la liste représentative et un au registre des meilleures pratiques de sauvegarde.

## Listes

### Liste représentative
Les éléments suivants sont inscrits sur la liste représentative du patrimoine culturel immatériel de l'humanité :
| Élément | Type | Subdivision           | Année | Lien  | Notes | Illus. |
| --- | --- | --------------------- | ----- | ----- | --- | ------ |
| La diète méditerranéenne | pratiques sociales, rituels et événements festifs savoir-faire liés à l’artisanat traditionnel                                                                                               |                       | 2013  | 00884 | Partagé avec Chypre, la Croatie, l'Espagne, l'Italie, le Maroc et le Portugal                                                                                             |        |
| Le savoir-faire de la culture du mastiha à l'île de Chios | savoir-faire liés à l’artisanat traditionnel | Chios                 | 2014  | 00993 | |        |
| Le savoir-faire artisanal tiniote du marbre | savoir-faire liés à l’artisanat traditionnel | Tinos                 | 2015  | 01103 | |        |
| La Momoeria, fêtes du Nouvel An dans huit villages de la région de Kozani, en Macédoine occidentale (Grèce)                                                               | pratiques sociales, rituels et événements festifs | Macédoine-Occidentale | 2016  | 01184 | |        |
| Le rebétiko | arts du spectacle |                       | 2017  | 01291 | |        |
| L'art de la construction en pierre sèche : savoir-faire et techniques | connaissances et pratiques concernant la nature et l'univers pratiques sociales, rituels et événements festifs savoir-faire liés à l’artisanat traditionnel traditions et expressions orales |                       | 2018  | 02106 | Partagé avec Chypre, la Croatie, l'Espagne, la France, l'Italie, la Slovénie et la Suisse Étendu en 2024 à l'Andorre, l'Autriche, la Belgique, l'Irlande et au Luxembourg |        |
| La Transhumance, déplacement saisonnier de troupeaux | connaissances et pratiques concernant la nature et l'univers |                       | 2019  | 01964 | Partagé en 2019 avec l'Autriche et l'Italie Étendu en 2023 à l'Albanie, Andorre, la Croatie, l'Espagne, la France, le Luxembourg et la Roumanie                           |        |
| Le chant byzantin | arts du spectacle | Partagé avec Chypre   | 2019  | 01508 | |        |
| Les fêtes du 15 août (Dekapentavgoustos) dans deux communautés montagnardes du nord de la Grèce : Tranos Choros (en) (la grande danse) à Vlásti et le Festival de Syrráko | arts du spectacle, pratiques sociales, rituels et événements festifs | Syrráko et Vlásti     | 2022  | 01726 | |        |
| La Fête de la Messosporitissa (Fête de la Toute-Puissante Mère de Dieu de la période des semailles), Fête de Notre-Dame des ruines antiques                               | pratiques sociales, rituels et événements festifs | Éleusis               | 2024  | 02101 | |        |

### Patrimoine immatériel nécessitant une sauvegarde urgente
La Grèce ne compte aucun élément listé sur la liste du patrimoine immatériel nécessitant une sauvegarde urgente.

### Registre des meilleures pratiques de sauvegarde
La Grèce compte une pratique listée au registre des meilleures pratiques de sauvegarde :
| Élément                                                                                        | Type              | Subdivision | Année | Lien  | Notes | Illus. |
| ---------------------------------------------------------------------------------------------- | ----------------- | ----------- | ----- | ----- | ----- | ------ |
| La Caravane polyphonique, recherches, sauvegarde et promotion du chant polyphonique de l'Épire | arts du spectacle | Épire       | 2020  | 01611 |       |        |